# エンリク・オストルツ
エンリク・オストルツ（スロベニア語: Enrik Ostrc、2002年6月21日 - ）は、スロベニアのサッカー選手。ポジションはMF。

## クラブ歴
NKオリンピア・リュブリャナで選手となり、2020年6月6日にプロ初出場を記録、この試合で初得点も記録した。これによって彼はクラブ史上最年少の初出場での得点記録者となった。
2021年1月31日にESTACに推定60万ユーロで完全移籍。年内は引き続きオリンピア・リュブリャナでプレーする形となった。翌2022年はESTACと同じシティ・フットボール・グループに所属するロンメルSKに期限付き移籍した。
2023年9月1日、ヘルモント・スポルトに移籍した。

## 個人
元スロベニア代表のミラン・オステルツは親戚にあたる。しかし名字が微妙に異なるが、これについてはオストルツ自身が、本来はOstercであるところをコンピューターへの登録の際にOstrcと登記されてしまったが、特に直していないからであると説明している。